# نووی اورنگوی
شهر نووی اورنگوی (به روسی: Новый Уренгой) در کشور روسیه و در ناحیه خودگران یامالو-ننتس واقع شده‌است.